# Arcivescovo di York
L'arcivescovo di York (in inglese: Archbishop of York) è una delle massime autorità nella chiesa d'Inghilterra, secondo solo all'arcivescovo di Canterbury. L'arcivescovo è vescovo diocesano della Diocesi di York e vescovo metropolitano della Provincia di York, che copre le regioni settentrionali dell'Inghilterra (a nord del fiume Trent) oltre all'Isola di Man. L'arcivescovo di York è ex officio membro della Camera dei Lords e ha il titolo di primate d'Inghilterra (l'arcivescovo di Canterbury è invece "Primate di tutta l'Inghilterra").
La sede arcivescovile è la York Minster al centro della città di York e la sua residenza ufficiale è il Palazzo di Bishopthorpe nel villaggio di Bishopthorpe, appena fuori York.
Sei vescovi di York e un arcivescovo (Guglielmo di York) sono stati nei secoli canonizzati dalla chiesa cattolica, mentre cinque di loro in tempi più moderni hanno poi ricoperto l'incarico di arcivescovo di Canterbury.

## Storia

### I romani
Nell'antica Eboracum vi era già un vescovo in tempi molto antichi; nel corso del medioevo si pensava che la diocesi fosse stata fondata dal leggendario Lucio di Britannia. Vescovi associati a York parteciparono ai concili di Arles (Eborio) e Nicea (sconosciuto). A ogni modo questa prima comunità cristiana venne poi distrutta dagli insediamenti pagani anglosassoni e pertanto non vi è successione diretta tra questi vescovi e quelli post agostiniani.

### Sassoni, vichinghi e medioevo
La diocesi venne rifondata da Paolino di York (membro della missione di Sant'Agostino) nel VII secolo. Tra i vescovi più noti di questo periodo vi fu Vilfredo. Questi primi vescovi di York furono prelati più diocesani che arcidiocesani sino al tempo di Egberto di York. Paolino venne nominato primo arcivescovo di York da papa Onorio I nel 634, ma solo nel 735 papa Gregorio III concedette il pallio e i diritti metropolitani sul nord dell'Inghilterra all'arcivescovo in carica. Sino all'epoca dell'invasione danese gli arcivescovi di Canterbury occasionalmente ebbero autorità a livello locale, ma con la conquista normanna gli arcivescovi di York riuscirono a ottenere piena autonomia.
All'epoca dell'invasione normanna, York aveva giurisdizione sulle diocesi di Worcester, Lichfield e Lincoln, oltre che nelle diocesi delle Isole e Scozia. La prima di queste venne separata da quella di York nel 1072. Nel 1154 le sedi suffraganee dell'Isola di Man e Orcadi vennero trasferite al norvegese arcivescovo di Nidaros (attuale Trondheim), e nel 1188 tutte le diocesi scozzesi con l'eccezione di Whithorn vennero tolte dalla soggezione a York, lasciando unicamente quelle di Whithorn, Durham e Carlisle sotto la giurisdizione dell'arcivescovo. Di queste, Durham divenne de facto indipendente. Sodor e Man tornarono a York nel XIV secolo per compensare la perdita di Whithorn.
Molti arcivescovi di York ricoprirono l'incarico di Lord Cancelliere d'Inghilterra e giocarono dei ruoli rilevanti negli affari di stato. Come scrisse Peter Heylyn (1600–1662): "Questa sede ha dato alla Chiesa otto santi, tre cardinali alla Chiesa di Roma, al reame d'Inghilterra dodici Lord Cancellieri e due Lord Tesorieri, e nell'Inghilterra settentrionale due Lord Presidenti." Il ruolo dell'arcivescovo venne complicato dal continuo conflitto sul primato con la sede di Canterbury.

### La Riforma anglicana
Al tempo della Riforma inglese, York possedeva tre sedi suffraganee, Durham, Carlisle e Sodor con Man, alle quali nel breve periodo del regno della regina Maria I (1553–1558) andò ad aggiungersi la diocesi di Chester, fondata da Enrico VIII, ma successivamente riconosciuta dal papa.
Sino a metà degli anni '30 del Cinquecento (e nuovamente nel 1553-1558) i vescovi e arcivescovi rimasero in comunione col papa a Roma. Dovettero in seguito anche loro soccombere alla comunione anglicana.
Walter de Grey acquistò il York Place come sua residenza londinese, edificio che dopo la caduta del cardinale Thomas Wolsey, venne rinominato Palazzo di Whitehall.

## Oggi
L'arcivescovo di York è vescovo metropolitano della Provincia di York ed è il secondo dei vescovi inglesi dopo l'arcivescovo di Canterbury. Egli è ex officio anche membro della Camera dei Lords.
La provincia ecclesiastica di York include 10 diocesi anglicane nell'Inghilterra del nord: Blackburn, Carlisle, Chester, Durham, Liverpool, Manchester,
Newcastle, Sheffield, Leeds e York, oltre a due altre diocesi: Southwell con Nottingham nelle Midlands e Sodor con Man sull'Isola di Man.

## Elenco degli arcivescovi

### Pre-conquista normanna
| Vescovi di York                    | Vescovi di York | Vescovi di York      | Vescovi di York                                                                                            |
| Da                                 | A               | Nome                 | Note |
| ---------------------------------- | --------------- | -------------------- | --- |
| 625                                | 633             | Paolino              | Già monaco al monastero di Sant'Andrea a Roma; traslato alla sede di Rochester; canonizzato.               |
| 633                                | 664             | Sede vacante         | Sede vacante                                                                                               |
| 664                                | 669             | Chad                 | Dimessosi; divenne poi vescovo di Mercia e Lindsey; canonizzato.                                           |
| 664                                | 678             | Vilfredo (I)         | Espulso da York; divenne in seguito Vescovo di Selsey. Canonizzato.                                        |
| 678                                | 706             | Bosa                 | Canonizzato.                                                                                               |
| 706                                | 714             | Giovanni di Beverley | Traslato da Hexham; dimessosi; canonizzato nel 1037.                                                       |
| 714                                | 732             | Vilfredo (II)        | Dimessosi; canonizzato.                                                                                    |
| c. 732                             | 735             | Egberto              | York venne elevata ad arcidiocesi nel 735.                                                                 |
| Arcivescovi pre-conquista normanna |                 |                      | |
| Da                                 | A               | Nome                 | Note |
| 735                                | 766             | Egberto              | York venne elevata ad arcidiocesi nel 735.                                                                 |
| c. 767                             | c. 780          | Etelberto            | Noto anche come Æthelbeorht, Adalberht, Ælberht, Aelberht, Aldberto o Æthelbert.                           |
| c. 780                             | 796             | Eanbaldo (I)         | |
| 796                                | c. 808          | Eanbaldo (II)        | |
| c. 808                             | c. 834          | Wulfsigio            | |
| 837                                | 854             | Wigmundo             | |
| 854                                | c. 896          | Wulferio             | Cacciato dai danesi nel 872, ritornò nell'873.                                                             |
| 900                                | c. 916          | Etelbaldo            | Talvolta indicato come Æthelbeald, Atelbaldo.                                                              |
| c. 916                             | 931             | Hrotheweard          | Talvolta indicato come Lodeward.                                                                           |
| 931                                | 956             | Wulfstano (I)        | |
| c. 958                             | 971             | Oscytel              | Talvolta indicato come Oscytel. Traslato da Dorchester.                                                    |
| 971                                | 971             | Edwaldo              | Talvolta indicato come Edwaldo o Ethelwoldo.                                                               |
| 971                                | 992             | Osvaldo              | Resse sia la diocesi di York che quella di Worcester; canonizzato.                                         |
| 995                                | 1002            | Ealdwulfo            | Resse sia la diocesi di York che quella di Worcester                                                       |
| 1002                               | 1023            | Wulfstano (II)       | Talvolta indicato col nome di Lupus. Resse anche la sede di Worcester (1002–1016).                         |
| 1023                               | 1051            | Ælfric Puttoc        | Resse anche la sede di Worcester (1040–1041).                                                              |
| 1051                               | 1060            | Cynesige             | Talvolta indicato come Kynsige.                                                                            |
| 1061                               | 1069            | Alfredo              | Talvolta indicato come Ealdred. Resse anche la sede di Worcester 1046–1061 e quella di Hereford 1056–1060. |

### Dalla Conquista normanna alla Riforma
| Arcivescovi di York (dalla conquista normanna alla Riforma) | Arcivescovi di York (dalla conquista normanna alla Riforma) | Arcivescovi di York (dalla conquista normanna alla Riforma) | Arcivescovi di York (dalla conquista normanna alla Riforma) |
| Da                                                          | A                                                           | Nome                                                        | Note |
| ----------------------------------------------------------- | ----------------------------------------------------------- | ----------------------------------------------------------- | --- |
| 1070                                                        | 1100                                                        | Tommaso di Bayeux                                           | Noto anche come Tommaso (I). |
| 1100                                                        | 1108                                                        | Gerardo                                                     | Traslato da Hereford. |
| 1109                                                        | 1114                                                        | 'Tommaso II                                                 | |
| 1119                                                        | 1140                                                        | Thurstan                                                    | Eletto nel 1114, venne consacrato solo nel 1119. |
| 1140                                                        | 1140                                                        | Waltheof di Melrose                                         | Nominated Archbishop, but was quashed by King Stephen; later became Abbot of Melrose. |
| 1140                                                        | 1140                                                        | Enrico di Sully                                             | Abate dell'Abbazia di Fécamp. Nominato arcivescovo, venne ricusato da papa Innocenzo II.                                                                                                 |
| 1143                                                        | 1147                                                        | Guglielmo (FitzHerbert)                                     | Deposto da papa Eugenio III; canonizzato nel 1226. |
| 1147                                                        | 1147                                                        | Ilario di Chichester                                        | Deposto da papa Eugenio III, eletto vescovo di Chichester. |
| 1147                                                        | 1153                                                        | Henry Murdac                                                | Già abate dell'abbazia di Fountains. |
| 1153                                                        | 1154                                                        | Guglielmo (FitzHerbert) (2ª volta)                          | Restaurato da papa Anastasio IV; canonizzato nel 1226. |
| 1154                                                        | 1181                                                        | Roger de Pont L'Évêque                                      | Già arcidiacono di Canterbury. |
| 1191                                                        | 1212                                                        | Goffredo (Plantageneto)                                     | Già vescovo eletto di Lincoln; eletto arcivescovo nel 1189, venne consacrato solo nel 1191.                                                                                              |
| 1215                                                        | 1215                                                        | Simon Langton                                               | Eletto arcivescovo di York nel giugno del 1215, ma venne ricusato il 20 agosto 1215 da papa Innocenzo III su richiesta di Giovanni d'Inghilterra; divenne poi arcidiacono di Canterbury. |
| 1216                                                        | 1255                                                        | Walter de Gray                                              | Traslato da Worcester. |
| 1256                                                        | 1258                                                        | Sewal de Bovil                                              | Già decano di York. |
| 1258                                                        | 1265                                                        | Godfrey Ludham                                              | Noto anche come Godfrey Kineton. Già decano di York. |
| 1265                                                        | 1265                                                        | William Langton                                             | Decano di York (1262–1279); eletto arcivescovo nel marzo del 1265, venne ricusato nel novembre del 1265.                                                                                 |
| 1265                                                        | 1266                                                        | Bonaventura                                                 | Prescelto come arcivescovo nel novembre del 1265, ma non venne mai consacrato e si dimise dalla sua nomina nell'ottobre del 1266.                                                        |
| 1266                                                        | 1279                                                        | Walter Giffard                                              | Traslato da Bath e Wells. |
| 1279                                                        | 1285                                                        | William de Wickwane                                         | |
| 1286                                                        | 1296                                                        | John le Romeyn                                              | Noto anche come John Romanus o Giovanni Romano. |
| 1298                                                        | 1299                                                        | Enrico di Newark                                            | Già decano di York. |
| 1300                                                        | 1304                                                        | Tommaso di Corbridge                                        | |
| 1306                                                        | 1315                                                        | William Greenfield                                          | Già decano di Chichester |
| 1317                                                        | 1340                                                        | William Melton                                              | |
| 1342                                                        | 1352                                                        | William Zouche                                              | Noto anche come William de la Zouche. |
| 1353                                                        | 1373                                                        | Cardinale John Thoresby                                     | Traslato da Worcester; creato cardinale nel 1361. |
| 1374                                                        | 1388                                                        | Alexander Neville                                           | Traslato da St Andrew nel 1388. |
| 1388                                                        | 1396                                                        | Thomas Arundel                                              | Traslato da Ely; poi divenuto arcivescovo di Canterbury. |
| 1397                                                        | 1398                                                        | Robert Waldby                                               | Traslato da Chichester. |
| 1398                                                        | 1398                                                        | Walter Skirlaw                                              | Vescovo di Durham, venne eletto ma rifiutato da re Riccardo II. |
| 1398                                                        | 1405                                                        | Richard le Scrope                                           | Traslato da Lichfield. |
| 1405                                                        | 1406                                                        | Thomas Langley                                              | Eletto arcivescovo nell'agosto del 1405, venne ricusato nel maggio del 1406. |
| 1406                                                        | 1407                                                        | Robert Hallam                                               | Nominato arcivescovo nel maggio del 1406 da papa Innocenzo VII, ma subì il veto di re Enrico IV.                                                                                         |
| 1407                                                        | 1423                                                        | Henry Bowet                                                 | Traslato da Bath e Wells. |
| 1423                                                        | 1424                                                        | Philip Morgan                                               | Eletto arcivescovo nel 1423, ma venne ricusato nel 1424. |
| 1424                                                        | 1425                                                        | Richard Fleming                                             | Ottenne il titolo di arcivescovo da papa Martino V, ma venne rifiutato da re Enrico V e pertanto si dimise nel luglio del 1425.                                                          |
| 1426                                                        | 1452                                                        | Cardinale John Kemp                                         | Traslato da Londra; creato cardinale nel 1439; traslato poi alla sede di Canterbury. |
| 1452                                                        | 1464                                                        | William Booth                                               | Traslato da Lichfield. |
| 1465                                                        | 1476                                                        | George Neville                                              | Traslato da Exeter. |
| 1476                                                        | 1480                                                        | Lawrence Booth                                              | Traslato da Durham. |
| 1480                                                        | 1500                                                        | Thomas Rotherham                                            | Traslato da Lincoln. |
| 1501                                                        | 1507                                                        | Thomas Savage                                               | Traslato da Londra. |
| 1508                                                        | 1514                                                        | Cardinale Christopher Bainbridge                            | Traslato da Durham; creato cardinale nel 1511. |
| 1514                                                        | 1530                                                        | Cardinale Thomas Wolsey                                     | Traslato da Lincoln nel 1514; creato cardinale nel 1515; nonché Bath e Wells 1518–23, Durham 1523–29 e Winchester 1529–30.                                                               |

### Dopo la Riforma
| Arcivescovi di York dopo la Riforma | Arcivescovi di York dopo la Riforma | Arcivescovi di York dopo la Riforma                               | Arcivescovi di York dopo la Riforma                                                             |
| Da                                  | A                                   | Nome                                                              | Note                                                                                            |
| ----------------------------------- | ----------------------------------- | ----------------------------------------------------------------- | ----------------------------------------------------------------------------------------------- |
| 1531                                | 1544                                | Edward Lee                                                        | Traslato da St David's.                                                                         |
| 1545                                | 1554                                | Robert Holgate                                                    | Traslato da Llandaff.                                                                           |
| 1555                                | 1559                                | Nicholas Heath                                                    | Traslato da Worcester.                                                                          |
| 1561                                | 1568                                | Thomas Young                                                      | Traslato da St David's.                                                                         |
| 1570                                | 1576                                | Edmund Grindal                                                    | Traslato da London; poi traslato a Canterbury.                                                  |
| 1577                                | 1588                                | Edwin Sandys                                                      | Traslato da Londra.                                                                             |
| 1589                                | 1594                                | John Piers                                                        | Traslato da Salisbury.                                                                          |
| 1595                                | 1606                                | Matthew Hutton                                                    | Traslato da Durham.                                                                             |
| 1606                                | 1628                                | Tobias Matthew                                                    | Traslato da Durham.                                                                             |
| 1628                                | 1628                                | George Montaigne                                                  | Traslato da Durham.                                                                             |
| 1629                                | 1631                                | Samuel Harsnett                                                   | Traslato da Norwich.                                                                            |
| 1632                                | 1640                                | Richard Neile                                                     | Traslato da Winchester.                                                                         |
| 1641                                | 1646                                | John Williams                                                     | Traslato da Lincoln. Privato dell'episcopato per abolizione del parlamento. Morto nel 1650.     |
| 1646                                | 1660                                | La sede viene abolita durante il Commonwealth ed il Protettorato. | La sede viene abolita durante il Commonwealth ed il Protettorato.                               |
| 1660                                | 1664                                | Accepted Frewen                                                   | Traslato da Lichfield.                                                                          |
| 1664                                | 1683                                | Richard Sterne                                                    | Traslato da Carlisle.                                                                           |
| 1683                                | 1686                                | John Dolben                                                       | Traslato da Rochester.                                                                          |
| 1688                                | 1691                                | Thomas Lamplugh                                                   | Traslato da Exeter.                                                                             |
| 1691                                | 1714                                | John Sharp                                                        | Giò decano di Canterbury.                                                                       |
| 1714                                | 1724                                | Sir William Dawes, baronetto                                      | Traslato da Chester.                                                                            |
| 1724                                | 1743                                | Lancelot Blackburne                                               | Traslato da Exeter.                                                                             |
| 1743                                | 1747                                | Thomas Herring                                                    | Traslato da Bangor; poi passato a Canterbury.                                                   |
| 1747                                | 1757                                | Matthew Hutton                                                    | Traslato da Bangor; poi passato a Canterbury.                                                   |
| 1757                                | 1761                                | John Gilbert                                                      | Traslato da Salisbury.                                                                          |
| 1761                                | 1776                                | Robert Hay Drummond                                               | Traslato da Salisbury.                                                                          |
| 1776                                | 1807                                | William Markham                                                   | Traslato da Chester.                                                                            |
| 1808                                | 1847                                | Edward Venables-Vernon                                            | Traslato da Carlisle. Cambiò il cognome da Venables-Vernon a Venables-Vernon-Harcourt nel 1831. |
| 1847                                | 1860                                | Thomas Musgrave                                                   | Traslato da Hereford.                                                                           |
| 1860                                | 1862                                | Charles Longley                                                   | Traslato da Durham; passato poi a Canterbury.                                                   |
| 1862                                | 1890                                | William Thomson                                                   | Traslato da Gloucester.                                                                         |
| 1891                                | 1891                                | William Connor Magee                                              | Traslato da Peterborough.                                                                       |
| 1891                                | 1908                                | William Maclagan                                                  | Traslato da Lichfield.                                                                          |
| 1909                                | 1928                                | Cosmo Gordon Lang                                                 | Traslato da Stepney; poi passato a Canterbury.                                                  |
| 1929                                | 1942                                | William Temple                                                    | Traslato da Manchester; poi passato a Canterbury.                                               |
| 1942                                | 1955                                | Cyril Garbett                                                     | Traslato da Winchester.                                                                         |
| 1956                                | 1961                                | Michael Ramsey                                                    | Traslato da Durham; poi passato a Canterbury.                                                   |
| 1961                                | 1974                                | Donald Coggan                                                     | Traslato da Bradford; poi passato a Canterbury.                                                 |
| 1975                                | 1983                                | Stuart Blanch                                                     | Traslato da Liverpool.                                                                          |
| 1983                                | 1995                                | John Habgood                                                      | Traslato da Durham.                                                                             |
| 1995                                | 2005                                | David Hope                                                        | Traslato da Londra.                                                                             |
| 2005                                | 2020                                | John Sentamu                                                      | Traslato da Birmingham.                                                                         |
| 2020                                | incumbent                           | Stephen Cottrell                                                  | Traslato da Chelmsford.                                                                         |
| Fonte:                              |                                     |                                                                   |                                                                                                 |